# Mistrzostwa Świata w Kolarstwie Przełajowym 1959
10. Mistrzostwa Świata w Kolarstwie Przełajowym odbyły się 15 lutego 1959 roku w szwajcarskiej Genewie. Rozegrano tylko wyścig mężczyzn w kategorii zawodowców.

## Medaliści
| Konkurencja:               | Złoto:       | Czas    | Srebro:        | Czas     | Brąz:            | Czas     |
| Klasyfikacja mężczyzn      |              |         |                |          |                  |          |
| Zawodowcy (15 lutego 1959) | Renato Longo | 56:39 m | Rolf Wolfshohl | + 0:14 m | Amerigo Severini | + 0:24 m |

## Szczegóły
| Medal | Zawodnik               | Narodowość | Czas    |
| ----- | ---------------------- | ---------- | ------- |
|       | Renato Longo           | Włochy     | 56:39 m |
|       | Rolf Wolfshohl         | RFN        | + 0:14  |
|       | Amerigo Severini       | Włochy     | + 0:24  |
| 4     | André Dufraisse        | Francja    | + 1:39  |
| 5     | Jean Schmit            | Luksemburg | + 1:54  |
| 6     | Firmin Van Kerrebroeck | Belgia     | + 2:23  |
| 7     | André Brulé            | Francja    | + 2:58  |
| 8     | Antonio Barrutia       | Hiszpania  | + 2:58  |
| 9     | Romano Ferri           | Włochy     | + 3:21  |
| 10    | Pierre Kumps           | Belgia     | + 3:25  |

## Tabela medalowa
| Miejsce | Państwo |   |   |   |   |
| ------- | ------- | - | - | - | - |
| 1.      | Włochy  | 1 | 0 | 1 | 2 |
| 2.      | RFN     | 0 | 1 | 0 | 1 |